# Vòng loại Giải vô địch bóng đá thế giới 2026 – Khu vực châu Á
Khu vực châu Á của vòng loại Giải vô địch bóng đá thế giới 2026 sẽ đóng vai trò là vòng loại cho Giải vô địch bóng đá thế giới 2026, được tổ chức tại Canada, Hoa Kỳ và Mexico, dành cho các đội tuyển quốc gia là thành viên của Liên đoàn bóng đá châu Á (AFC). Tổng cộng có tám suất tham dự trực tiếp tại vòng chung kết và một suất vào vòng play-off liên lục địa có sẵn dành cho các đội tuyển AFC.
Quá trình vòng loại bao gồm năm vòng, trong đó hai vòng đầu tiên cũng đồng thời là vòng loại của Cúp bóng đá châu Á 2027.

## Thể thức
Thể thức vòng loại đã được công bố vào ngày 1 tháng 8 năm 2022, với những cải tiến nhằm phù hợp với tám suất chính thức và một suất play-off.
- Vòng 1:[note 1] 20 đội tuyển (xếp hạng 27–46) được bắt cặp, thi đấu hai lượt trận trên sân nhà và sân khách. 10 đội thắng giành quyền vào vòng 2.
- Vòng 2:[note 2] 36 đội tuyển (xếp hạng 1–26 và 10 đội thắng vòng 1) được chia thành chín bảng 4 đội, thi đấu vòng tròn hai lượt tính điểm trên sân nhà và sân khách. 18 đội nhất bảng và nhì bảng giành quyền vào vòng 3 và tự động lọt vào vòng chung kết Cúp bóng đá châu Á 2027. Các đội còn lại tự động tham dự vòng loại thứ ba Cúp bóng đá châu Á 2027.
- Vòng 3:[note 3] 18 đội tuyển giành quyền đi tiếp từ vòng 2 được chia thành ba bảng 6 đội, thi đấu vòng tròn hai lượt tính điểm trên sân nhà và sân khách. Hai đội đứng đầu mỗi bảng trực tiếp giành quyền tham dự Cúp Thế giới, các đội xếp thứ ba và thứ tư giành quyền vào vòng 4.
- Vòng 4:[note 4] 6 đội tuyển xếp thứ ba và thứ tư từ vòng 3 được chia thành hai bảng 3 đội, thi đấu vòng tròn một lượt tính điểm tại một địa điểm tập trung. Đội nhất mỗi bảng giành quyền vào Giải vô địch bóng đá thế giới 2026, và đội nhì mỗi bảng giành quyền vào vòng 5.
- Vòng 5:[note 4] Hai đội nhì bảng từ vòng 4 sẽ thi đấu hai lượt trận play-off theo thể thức sân nhà và sân khách để xác định đội đại diện châu Á tại vòng play-off liên lục địa.[3]

## Các đội tham dự
Tất cả 46 quốc gia trực thuộc FIFA đến từ AFC đều đủ điều kiện tham dự vòng loại. Đội chủ nhà của Cúp bóng đá châu Á 2027 Ả Rập Xê Út cũng tham dự vòng loại để tranh một suất vào vòng chung kết World Cup theo thể thức chung. Bảng xếp hạng thế giới FIFA của các quốc gia AFC tại thời điểm bốc thăm được sử dụng để xác định quốc gia nào sẽ phải tham dự vòng 1 và việc sắp xếp hạt giống trong lễ bốc thăm vòng 2. Đối với việc phân hạt giống trong lễ bốc thăm của vòng 3, bảng xếp hạng FIFA gần nhất trước lễ bốc thăm đó sẽ được sử dụng.
Sri Lanka đã bị cấm vào tháng 1 năm 2023 do sự can thiệp bên ngoài từ chính phủ nước này, nhưng sau đó AFC và FIFA đã cho phép Sri Lanka tham gia lễ bốc thăm với điều kiện Liên đoàn bóng đá Sri Lanka phải tổ chức bầu cử trước ngày 2 tháng 10 (10 ngày trước lượt đi vòng 1), nếu không họ sẽ bị cấm tham gia thi đấu ở vòng loại này. Vào ngày 27 tháng 8, FIFA đã chính thức gỡ bỏ lệnh cấm với Liên đoàn bóng đá Sri Lanka sau khi họ chấp nhận trở lại với các hoạt động bóng đá và quyết định sẽ bầu ra một chủ tịch mới vào ngày 29 tháng 9, qua đó giúp cho đội tuyển quốc gia nước này có thể tham dự vòng loại.
Quần đảo Bắc Mariana, thành viên của AFC nhưng không thuộc FIFA, được dự kiến sẽ tham gia vòng play-off của vòng loại Cúp bóng đá châu Á 2027; tuy nhiên, AFC đã loại quốc gia này khỏi danh sách bốc thăm cho vòng play-off.
Lễ bốc thăm chia cặp vòng 1 và chia bảng cho vòng 2 được tổ chức vào ngày 27 tháng 7 năm 2023.
| Vào thẳng vòng 2 | Vào thẳng vòng 2 | Vào thẳng vòng 2 | Thi đấu ở vòng 1 | Thi đấu ở vòng 1 |
| Nhóm 1 | Nhóm 2 | Nhóm 3 | Nhóm 1 | Nhóm 2 |
| --- | --- | --- | --- | --- |
| 1. Nhật Bản (20) 2. Iran (22) 3. Úc (27) 4. Hàn Quốc (28) 5. Ả Rập Xê Út (54) 6. Qatar (59) 7. Iraq (70) 8. UAE (72) 9. Oman (73) | 1. Uzbekistan (74) 2. Trung Quốc (80) 3. Jordan (82) 4. Bahrain (86) 5. Syria (94) 6. Việt Nam (95) 7. Kyrgyzstan (97) 8. Palestine (98) 9. Ấn Độ (99) | 1. Liban (100) 2. Tajikistan (110) 3. Thái Lan (113) 4. CHDCND Triều Tiên (115) 5. Philippines (135) 6. Malaysia (136) 7. Kuwait (137) 8. Turkmenistan (138) | 1. Hồng Kông (149) 2. Indonesia (150) 3. Đài Bắc Trung Hoa (153) 4. Maldives (155) 5. Yemen (156) 6. Afghanistan (157) 7. Singapore (158) 8. Myanmar (160) 9. Nepal (175) 10. Campuchia (176) | 1. Ma Cao (182) 2. Mông Cổ (183) 3. Bhutan (185) 4. Lào (187) 5. Bangladesh (189) 6. Brunei (190) 7. Đông Timor (192) 8. Pakistan (201) 9. Guam (203) 10. Sri Lanka (207) |

## Lịch thi đấu
Lịch thi đấu của vòng loại được dự kiến như sau, theo Lịch thi đấu Trận đấu Quốc tế FIFA.
| Vòng   | Lượt đấu   | Các ngày             |
| ------ | ---------- | -------------------- |
| Vòng 1 | Lượt đi    | 12 tháng 10 năm 2023 |
| Vòng 1 | Lượt về    | 17 tháng 10 năm 2023 |
| Vòng 2 | Lượt đấu 1 | 16 tháng 11 năm 2023 |
| Vòng 2 | Lượt đấu 2 | 21 tháng 11 năm 2023 |
| Vòng 2 | Lượt đấu 3 | 21 tháng 3 năm 2024  |
| Vòng 2 | Lượt đấu 4 | 26 tháng 3 năm 2024  |
| Vòng 2 | Lượt đấu 5 | 6 tháng 6 năm 2024   |
| Vòng 2 | Lượt đấu 6 | 11 tháng 6 năm 2024  |

| Vòng   | Lượt đấu    | Các ngày             |
| ------ | ----------- | -------------------- |
| Vòng 3 | Lượt đấu 1  | 5 tháng 9 năm 2024   |
| Vòng 3 | Lượt đấu 2  | 10 tháng 9 năm 2024  |
| Vòng 3 | Lượt đấu 3  | 10 tháng 10 năm 2024 |
| Vòng 3 | Lượt đấu 4  | 15 tháng 10 năm 2024 |
| Vòng 3 | Lượt đấu 5  | 14 tháng 11 năm 2024 |
| Vòng 3 | Lượt đấu 6  | 19 tháng 11 năm 2024 |
| Vòng 3 | Lượt đấu 7  | 20 tháng 3 năm 2025  |
| Vòng 3 | Lượt đấu 8  | 25 tháng 3 năm 2025  |
| Vòng 3 | Lượt đấu 9  | 5 tháng 6 năm 2025   |
| Vòng 3 | Lượt đấu 10 | 10 tháng 6 năm 2025  |

| Vòng   | Lượt đấu   | Các ngày             |
| ------ | ---------- | -------------------- |
| Vòng 4 | Lượt đấu 1 | 8 tháng 10 năm 2025  |
| Vòng 4 | Lượt đấu 2 | 11 tháng 10 năm 2025 |
| Vòng 4 | Lượt đấu 3 | 14 tháng 10 năm 2025 |
| Vòng 5 | Lượt đi    | 13 tháng 11 năm 2025 |
| Vòng 5 | Lượt về    | 18 tháng 11 năm 2025 |

## Vòng 1
Lễ bốc thăm cho vòng loại thứ nhất diễn ra vào lúc 14:00 MST (UTC+8) ngày 27 tháng 7 năm 2023 tại tòa nhà AFC ở Kuala Lumpur, Malaysia.
| Afghanistan       | 2–0  | Mông Cổ    | 1–0 | 1–0 |
| Maldives          | 2–3  | Bangladesh | 1–1 | 1–2 |
| Singapore         | 3–1  | Guam       | 2–1 | 1–0 |
| Yemen             | 4–1  | Sri Lanka  | 3–0 | 1–1 |
| Myanmar           | 5–1  | Ma Cao     | 5–1 | 0–0 |
| Campuchia         | 0–1  | Pakistan   | 0–0 | 0–1 |
| Đài Bắc Trung Hoa | 7–0  | Đông Timor | 4–0 | 3–0 |
| Indonesia         | 12–0 | Brunei     | 6–0 | 6–0 |
| Hồng Kông         | 4–2  | Bhutan     | 4–0 | 0–2 |
| Nepal             | 2–1  | Lào        | 1–1 | 1–0 |

## Vòng 2
Lễ bốc thăm cho vòng loại thứ hai diễn ra vào lúc 16:00 MST (UTC+8) ngày 27 tháng 7 năm 2023 tại tòa nhà AFC ở Kuala Lumpur, Malaysia.

### Tóm tắt
| Bảng A                | Bảng B                         | Bảng C                  | Bảng D                         | Bảng E                     | Bảng F                   | Bảng G                  | Bảng H          | Bảng I               |
| --------------------- | ------------------------------ | ----------------------- | ------------------------------ | -------------------------- | ------------------------ | ----------------------- | --------------- | -------------------- |
| · Qatar · Kuwait      | · Nhật Bản · CHDCND Triều Tiên | · Hàn Quốc · Trung Quốc | · Oman · Kyrgyzstan            | · Iran · Uzbekistan        | · Iraq · Indonesia       | · Jordan · Ả Rập Xê Út  | · UAE · Bahrain | · Úc · Palestine     |
| · Ấn Độ · Afghanistan | · Syria · Myanmar              | · Thái Lan · Singapore  | · Malaysia · Đài Bắc Trung Hoa | · Turkmenistan · Hồng Kông | · Việt Nam · Philippines | · Tajikistan · Pakistan | · Yemen · Nepal | · Liban · Bangladesh |

1. ↑  Ả Rập Xê Út đã vượt qua vòng loại của Cúp bóng đá châu Á 2027 với tư cách chủ nhà, nhưng vẫn tham dự vòng loại để giành quyền lọt vào vòng chung kết World Cup.

### Bảng A
| VT | Đội         | ST | T | H | B | BT | BB | HS  | Đ  | Giành quyền tham dự           |  | Qatar | Kuwait | Ấn Độ | Afghanistan |
| -- | ----------- | -- | - | - | - | -- | -- | --- | -- | ----------------------------- |  | ----- | ------ | ----- | ----------- |
| 1  | Qatar       | 6  | 5 | 1 | 0 | 18 | 3  | +15 | 16 | Vòng 3 và Cúp châu Á          |  | —     | 3–0    | 2–1   | 8–1         |
| 2  | Kuwait      | 6  | 2 | 1 | 3 | 6  | 6  | 0   | 7  | Vòng 3 và Cúp châu Á          |  | 1–2   | —      | 0–1   | 0–4         |
| 3  | Ấn Độ       | 6  | 1 | 2 | 3 | 3  | 7  | −4  | 5  | Vòng loại Cúp châu Á (Vòng 3) |  | 0–3   | 0–0    | —     | 1–2         |
| 4  | Afghanistan | 6  | 1 | 2 | 3 | 3  | 14 | −11 | 5  | Vòng loại Cúp châu Á (Vòng 3) |  | 0–0   | 1–0    | 0–0   | —           |

### Bảng B
| VT | Đội               | ST | T | H | B | BT | BB | HS  | Đ  | Giành quyền tham dự           |  | Nhật Bản | Cộng hòa Dân chủ Nhân dân Triều Tiên | Syria | Myanmar |
| -- | ----------------- | -- | - | - | - | -- | -- | --- | -- | ----------------------------- |  | -------- | ------------------------------------ | ----- | ------- |
| 1  | Nhật Bản          | 6  | 6 | 0 | 0 | 24 | 0  | +24 | 18 | Vòng 3 và Cúp châu Á          |  | —        | 1–0                                  | 5–0   | 5–0     |
| 2  | CHDCND Triều Tiên | 6  | 3 | 0 | 3 | 11 | 7  | +4  | 9  | Vòng 3 và Cúp châu Á          |  | 0–3      | —                                    | 1–0   | 4–1     |
| 3  | Syria             | 6  | 2 | 1 | 3 | 9  | 12 | −3  | 7  | Vòng loại Cúp châu Á (Vòng 3) |  | 0–5      | 1–0                                  | —     | 7–0     |
| 4  | Myanmar           | 6  | 0 | 1 | 5 | 3  | 28 | −25 | 1  | Vòng loại Cúp châu Á (Vòng 3) |  | 0–5      | 1–6                                  | 1–1   | —       |

1. ↑  Nhật Bản được xử thắng 3–0, sau khi Cộng hòa Dân chủ Nhân dân Triều Tiên thông báo từ chối tổ chức trận đấu do xuất hiện dịch bệnh lạ ở Nhật Bản.

### Bảng C
| VT | Đội        | ST | T | H | B | BT | BB | HS  | Đ  | Giành quyền tham dự           |  | Hàn Quốc | Trung Quốc | Thái Lan | Singapore |
| -- | ---------- | -- | - | - | - | -- | -- | --- | -- | ----------------------------- |  | -------- | ---------- | -------- | --------- |
| 1  | Hàn Quốc   | 6  | 5 | 1 | 0 | 20 | 1  | +19 | 16 | Vòng 3 và Cúp châu Á          |  | —        | 1–0        | 1–1      | 5–0       |
| 2  | Trung Quốc | 6  | 2 | 2 | 2 | 9  | 9  | 0   | 8  | Vòng 3 và Cúp châu Á          |  | 0–3      | —          | 1–1      | 4–1       |
| 3  | Thái Lan   | 6  | 2 | 2 | 2 | 9  | 9  | 0   | 8  | Vòng loại Cúp châu Á (Vòng 3) |  | 0–3      | 1–2        | —        | 3–1       |
| 4  | Singapore  | 6  | 0 | 1 | 5 | 5  | 24 | −19 | 1  | Vòng loại Cúp châu Á (Vòng 3) |  | 0–7      | 2–2        | 1–3      | —         |

1. 1 2  Điểm đối đầu: Trung Quốc 4, Thái Lan 1.

### Bảng D
| VT | Đội               | ST | T | H | B | BT | BB | HS  | Đ  | Giành quyền tham dự           |  | Oman | Kyrgyzstan | Malaysia | Đài Bắc Trung Hoa |
| -- | ----------------- | -- | - | - | - | -- | -- | --- | -- | ----------------------------- |  | ---- | ---------- | -------- | ----------------- |
| 1  | Oman              | 6  | 4 | 1 | 1 | 11 | 2  | +9  | 13 | Vòng 3 và Cúp châu Á          |  | —    | 1–1        | 2–0      | 3–0               |
| 2  | Kyrgyzstan        | 6  | 3 | 2 | 1 | 13 | 7  | +6  | 11 | Vòng 3 và Cúp châu Á          |  | 1–0  | —          | 1–1      | 5–1               |
| 3  | Malaysia          | 6  | 3 | 1 | 2 | 9  | 9  | 0   | 10 | Vòng loại Cúp châu Á (Vòng 3) |  | 0–2  | 4–3        | —        | 3–1               |
| 4  | Đài Bắc Trung Hoa | 6  | 0 | 0 | 6 | 2  | 17 | −15 | 0  | Vòng loại Cúp châu Á (Vòng 3) |  | 0–3  | 0–2        | 0–1      | —                 |

### Bảng E
| VT | Đội          | ST | T | H | B | BT | BB | HS  | Đ  | Giành quyền tham dự           |  | Iran | Uzbekistan | Turkmenistan | Hồng Kông |
| -- | ------------ | -- | - | - | - | -- | -- | --- | -- | ----------------------------- |  | ---- | ---------- | ------------ | --------- |
| 1  | Iran         | 6  | 4 | 2 | 0 | 16 | 4  | +12 | 14 | Vòng 3 và Cúp châu Á          |  | —    | 0–0        | 5–0          | 4–0       |
| 2  | Uzbekistan   | 6  | 4 | 2 | 0 | 13 | 4  | +9  | 14 | Vòng 3 và Cúp châu Á          |  | 2–2  | —          | 3–1          | 3–0       |
| 3  | Turkmenistan | 6  | 0 | 2 | 4 | 4  | 14 | −10 | 2  | Vòng loại Cúp châu Á (Vòng 3) |  | 0–1  | 1–3        | —            | 0–0       |
| 4  | Hồng Kông    | 6  | 0 | 2 | 4 | 4  | 15 | −11 | 2  | Vòng loại Cúp châu Á (Vòng 3) |  | 2–4  | 0–2        | 2–2          | —         |

### Bảng F
| VT | Đội         | ST | T | H | B | BT | BB | HS  | Đ  | Giành quyền tham dự           |  | Iraq | Indonesia | Việt Nam | Philippines |
| -- | ----------- | -- | - | - | - | -- | -- | --- | -- | ----------------------------- |  | ---- | --------- | -------- | ----------- |
| 1  | Iraq        | 6  | 6 | 0 | 0 | 17 | 2  | +15 | 18 | Vòng 3 và Cúp châu Á          |  | —    | 5–1       | 3–1      | 1–0         |
| 2  | Indonesia   | 6  | 3 | 1 | 2 | 8  | 8  | 0   | 10 | Vòng 3 và Cúp châu Á          |  | 0–2  | —         | 1–0      | 2–0         |
| 3  | Việt Nam    | 6  | 2 | 0 | 4 | 6  | 10 | −4  | 6  | Vòng loại Cúp châu Á (Vòng 3) |  | 0–1  | 0–3       | —        | 3–2         |
| 4  | Philippines | 6  | 0 | 1 | 5 | 3  | 14 | −11 | 1  | Vòng loại Cúp châu Á (Vòng 3) |  | 0–5  | 1–1       | 0–2      | —           |

### Bảng G
| VT | Đội         | ST | T | H | B | BT | BB | HS  | Đ  | Giành quyền tham dự           |  | Jordan | Ả Rập Xê Út | Tajikistan | Pakistan |
| -- | ----------- | -- | - | - | - | -- | -- | --- | -- | ----------------------------- |  | ------ | ----------- | ---------- | -------- |
| 1  | Jordan      | 6  | 4 | 1 | 1 | 16 | 4  | +12 | 13 | Vòng 3 và Cúp châu Á          |  | —      | 0–2         | 3–0        | 7–0      |
| 2  | Ả Rập Xê Út | 6  | 4 | 1 | 1 | 12 | 3  | +9  | 13 | Vòng 3                        |  | 1–2    | —           | 1–0        | 4–0      |
| 3  | Tajikistan  | 6  | 2 | 2 | 2 | 11 | 7  | +4  | 8  | Vòng loại Cúp châu Á (Vòng 3) |  | 1–1    | 1–1         | —          | 3–0      |
| 4  | Pakistan    | 6  | 0 | 0 | 6 | 1  | 26 | −25 | 0  | Vòng loại Cúp châu Á (Vòng 3) |  | 0–3    | 0–3         | 1–6        | —        |

1. ↑  Ả Rập Xê Út được đặc cách tham dự Cúp bóng đá châu Á với tư cách là quốc gia chủ nhà.

### Bảng H
| VT | Đội     | ST | T | H | B | BT | BB | HS  | Đ  | Giành quyền tham dự           |  | Các Tiểu vương quốc Ả Rập Thống nhất | Bahrain | Yemen | Nepal |
| -- | ------- | -- | - | - | - | -- | -- | --- | -- | ----------------------------- |  | ------------------------------------ | ------- | ----- | ----- |
| 1  | UAE     | 6  | 5 | 1 | 0 | 16 | 2  | +14 | 16 | Vòng 3 và Cúp châu Á          |  | —                                    | 1–1     | 2–1   | 4–0   |
| 2  | Bahrain | 6  | 3 | 2 | 1 | 11 | 3  | +8  | 11 | Vòng 3 và Cúp châu Á          |  | 0–2                                  | —       | 0–0   | 3–0   |
| 3  | Yemen   | 6  | 1 | 2 | 3 | 5  | 9  | −4  | 5  | Vòng loại Cúp châu Á (Vòng 3) |  | 0–3                                  | 0–2     | —     | 2–2   |
| 4  | Nepal   | 6  | 0 | 1 | 5 | 2  | 20 | −18 | 1  | Vòng loại Cúp châu Á (Vòng 3) |  | 0–4                                  | 0–5     | 0–2   | —     |

### Bảng I
| VT | Đội        | ST | T | H | B | BT | BB | HS  | Đ  | Giành quyền tham dự           |  | Úc  | Nhà nước Palestine | Liban | Bangladesh |
| -- | ---------- | -- | - | - | - | -- | -- | --- | -- | ----------------------------- |  | --- | ------------------ | ----- | ---------- |
| 1  | Úc         | 6  | 6 | 0 | 0 | 22 | 0  | +22 | 18 | Vòng 3 và Cúp châu Á          |  | —   | 5–0                | 2–0   | 7–0        |
| 2  | Palestine  | 6  | 2 | 2 | 2 | 6  | 6  | 0   | 8  | Vòng 3 và Cúp châu Á          |  | 0–1 | —                  | 0–0   | 5–0        |
| 3  | Liban      | 6  | 1 | 3 | 2 | 5  | 8  | −3  | 6  | Vòng loại Cúp châu Á (Vòng 3) |  | 0–5 | 0–0                | —     | 4–0        |
| 4  | Bangladesh | 6  | 0 | 1 | 5 | 1  | 20 | −19 | 1  | Vòng loại Cúp châu Á (Vòng 3) |  | 0–2 | 0–1                | 1–1   | —          |

## Vòng 3
Lễ bóc thăm cho vòng loại thứ ba diễn ra vào lúc 15:00 MST (UTC+8) ngày 27 tháng 6 năm 2024 tại khách sạn Mandarin Oriental ở Kuala Lumpur, Malaysia.

### Bảng A
| VT | Đội               | ST | T | H | B | BT | BB | HS  | Đ  | Giành quyền tham dự                |     | Iran | Uzbekistan | Các Tiểu vương quốc Ả Rập Thống nhất | Qatar | Kyrgyzstan | Cộng hòa Dân chủ Nhân dân Triều Tiên |
| -- | ----------------- | -- | - | - | - | -- | -- | --- | -- | ---------------------------------- | --- | ---- | ---------- | ------------------------------------ | ----- | ---------- | ------------------------------------ |
| 1  | Iran              | 10 | 7 | 2 | 1 | 19 | 8  | +11 | 23 | Giải vô địch bóng đá thế giới 2026 |     | —    | 2–2        | 2–0                                  | 4–1   | 1–0        | 3–0                                  |
| 2  | Uzbekistan        | 10 | 6 | 3 | 1 | 14 | 7  | +7  | 21 | Giải vô địch bóng đá thế giới 2026 |     | 0–0  | —          | 1–0                                  | 3–0   | 1–0        | 1–0                                  |
| 3  | UAE               | 10 | 4 | 3 | 3 | 15 | 8  | +7  | 15 | Đi tiếp vào vòng 4                 |     | 0–1  | 0–0        | —                                    | 5–0   | 3–0        | 1–1                                  |
| 4  | Qatar             | 10 | 4 | 1 | 5 | 17 | 24 | −7  | 13 | Đi tiếp vào vòng 4                 |     | 1–0  | 3–2        | 1–3                                  | —     | 3–1        | 5–1                                  |
| 5  | Kyrgyzstan        | 10 | 2 | 2 | 6 | 12 | 18 | −6  | 8  |                                    |     | 2–3  | 2–3        | 1–1                                  | 3–1   | —          | 1–0                                  |
| 6  | CHDCND Triều Tiên | 10 | 0 | 3 | 7 | 9  | 21 | −12 | 3  |                                    | 2–3 | 0–1  | 1–2        | 2–2                                  | 2–2   | —          |                                      |

### Bảng B
| VT | Đội       | ST | T | H | B | BT | BB | HS  | Đ  | Giành quyền tham dự                |     | Hàn Quốc | Jordan | Iraq | Oman | Nhà nước Palestine | Kuwait |
| -- | --------- | -- | - | - | - | -- | -- | --- | -- | ---------------------------------- | --- | -------- | ------ | ---- | ---- | ------------------ | ------ |
| 1  | Hàn Quốc  | 10 | 6 | 4 | 0 | 20 | 7  | +13 | 22 | Giải vô địch bóng đá thế giới 2026 |     | —        | 1–1    | 3–2  | 1–1  | 0–0                | 4–0    |
| 2  | Jordan    | 10 | 4 | 4 | 2 | 16 | 8  | +8  | 16 | Giải vô địch bóng đá thế giới 2026 |     | 0–2      | —      | 0–1  | 4–0  | 3–1                | 1–1    |
| 3  | Iraq      | 10 | 4 | 3 | 3 | 9  | 9  | 0   | 15 | Đi tiếp vào vòng 4                 |     | 0–2      | 0–0    | —    | 1–0  | 1–0                | 2–2    |
| 4  | Oman      | 10 | 3 | 2 | 5 | 9  | 14 | −5  | 11 | Đi tiếp vào vòng 4                 |     | 1–3      | 0–3    | 0–1  | —    | 1–0                | 4–0    |
| 5  | Palestine | 10 | 2 | 4 | 4 | 10 | 13 | −3  | 10 |                                    |     | 1–1      | 1–3    | 2–1  | 1–1  | —                  | 2–2    |
| 6  | Kuwait    | 10 | 0 | 5 | 5 | 7  | 20 | −13 | 5  |                                    | 1–3 | 1–1      | 0–0    | 0–1  | 0–2  | —                  |        |

### Bảng C
| VT | Đội         | ST | T | H | B | BT | BB | HS  | Đ  | Giành quyền tham dự                |     | Nhật Bản | Úc  | Ả Rập Xê Út | Indonesia | Trung Quốc | Bahrain |
| -- | ----------- | -- | - | - | - | -- | -- | --- | -- | ---------------------------------- | --- | -------- | --- | ----------- | --------- | ---------- | ------- |
| 1  | Nhật Bản    | 10 | 7 | 2 | 1 | 30 | 3  | +27 | 23 | Giải vô địch bóng đá thế giới 2026 |     | —        | 1–1 | 0–0         | 6–0       | 7–0        | 2–0     |
| 2  | Úc          | 10 | 5 | 4 | 1 | 16 | 7  | +9  | 19 | Giải vô địch bóng đá thế giới 2026 |     | 1–0      | —   | 0–0         | 5–1       | 3–1        | 0–1     |
| 3  | Ả Rập Xê Út | 10 | 3 | 4 | 3 | 7  | 8  | −1  | 13 | Đi tiếp vào vòng 4                 |     | 0–2      | 1–2 | —           | 1–1       | 1–0        | 0–0     |
| 4  | Indonesia   | 10 | 3 | 3 | 4 | 9  | 20 | −11 | 12 | Đi tiếp vào vòng 4                 |     | 0–4      | 0–0 | 2–0         | —         | 1–0        | 1–0     |
| 5  | Trung Quốc  | 10 | 3 | 0 | 7 | 7  | 20 | −13 | 9  |                                    |     | 1–3      | 0–2 | 1–2         | 2–1       | —          | 1–0     |
| 6  | Bahrain     | 10 | 1 | 3 | 6 | 5  | 16 | −11 | 6  |                                    | 0–5 | 2–2      | 0–2 | 2–2         | 0–1       | —          |         |

## Vòng 4

### Bảng A
| VT | Đội       | ST | T | H | B | BT | BB | HS | Đ | Giành quyền tham dự                |  | Qatar    | Các Tiểu vương quốc Ả Rập Thống nhất | Oman      |
| -- | --------- | -- | - | - | - | -- | -- | -- | - | ---------------------------------- |  | -------- | ------------------------------------ | --------- |
| 1  | Qatar (H) | 0  | 0 | 0 | 0 | 0  | 0  | 0  | 0 | Giải vô địch bóng đá thế giới 2026 |  | —        | 14 thg 10                            | —         |
| 2  | UAE       | 0  | 0 | 0 | 0 | 0  | 0  | 0  | 0 | Đi tiếp vào vòng 5                 |  | —        | —                                    | 11 thg 10 |
| 3  | Oman      | 0  | 0 | 0 | 0 | 0  | 0  | 0  | 0 |                                    |  | 8 thg 10 | —                                    | —         |

### Bảng B
| VT | Đội             | ST | T | H | B | BT | BB | HS | Đ | Giành quyền tham dự                |  | Ả Rập Xê Út | Iraq      | Indonesia |
| -- | --------------- | -- | - | - | - | -- | -- | -- | - | ---------------------------------- |  | ----------- | --------- | --------- |
| 1  | Ả Rập Xê Út (H) | 0  | 0 | 0 | 0 | 0  | 0  | 0  | 0 | Giải vô địch bóng đá thế giới 2026 |  | —           | 14 thg 10 | —         |
| 2  | Iraq            | 0  | 0 | 0 | 0 | 0  | 0  | 0  | 0 | Đi tiếp vào vòng 5                 |  | —           | —         | 11 thg 10 |
| 3  | Indonesia       | 0  | 0 | 0 | 0 | 0  | 0  | 0  | 0 |                                    |  | 8 thg 10    | —         | —         |

## Vòng 5
Hai đội đứng thứ hai từ mỗi bảng đấu ở vòng 4 sẽ thi đấu với nhau theo thể thức hai lượt trận để xác định đội nào sẽ giành quyền vào play-off liên lục địa. 

## Vòng play-off liên lục địa
Đội chiến thắng ở vòng 5 sẽ cùng một đội từ CAF, CONMEBOL, OFC và hai đội từ CONCACAF tham dự vòng play-off liên lục địa. Các đội sẽ được xếp hạng dựa theo Bảng xếp hạng bóng đá nam FIFA, trong đó bốn đội có thứ hạng thấp nhất sẽ thi đấu hai trận đấu loại trực tiếp. Những đội chiến thắng sẽ gặp hai đội có thứ hạng cao nhất trong một loạt trận đấu loại trực tiếp khác; đội thắng trong các trận đấu này sẽ giành quyền tham dự FIFA World Cup 2026.

## Các đội tuyển vượt qua vòng loại

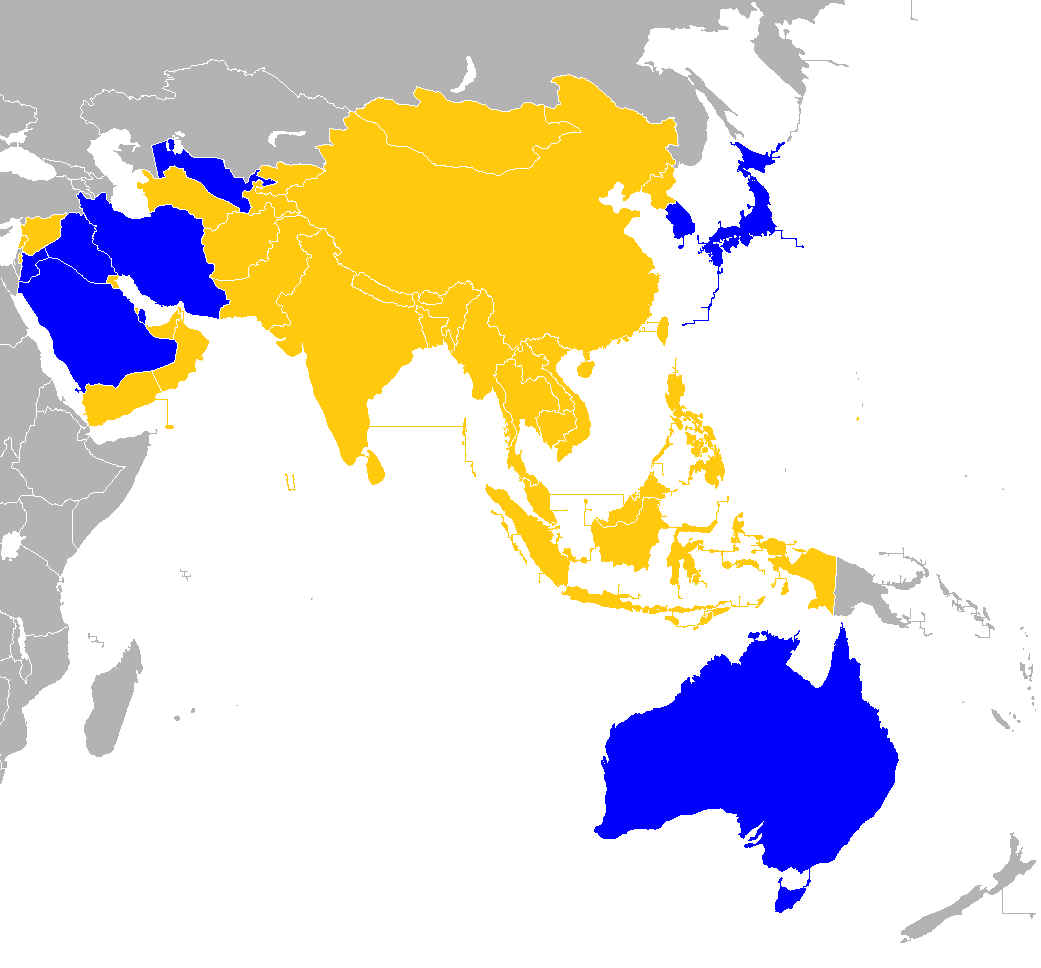
Giành quyền tham dự vòng chung kết
Có thể giành quyền tham dự vòng chung kết
Không vượt qua vòng loại
Không phải là thành viên AFC

Dưới đây là các đội tuyển từ AFC đã vượt qua vòng loại để tham dự vòng chung kết.
| Đội tuyển  | Tư cách vượt qua vòng loại | Ngày vượt qua vòng loại | Số lần tham dự Giải vô địch bóng đá thế giới trước đây1               |
| ---------- | -------------------------- | ----------------------- | --------------------------------------------------------------------- |
| Nhật Bản   | Nhất bảng C (Vòng 3)       | 20 tháng 3 năm 2025     | 7 (1998, 2002, 2006, 2010, 2014, 2018, 2022)                          |
| Iran       | Nhất bảng A (Vòng 3)       | 25 tháng 3 năm 2025     | 6 (1978, 1998, 2006, 2014, 2018, 2022)                                |
| Uzbekistan | Nhì bảng A (Vòng 3)        | 5 tháng 6 năm 2025      | 0 (Lần đầu)                                                           |
| Hàn Quốc   | Nhất bảng B (Vòng 3)       | 5 tháng 6 năm 2025      | 11 (1954, 1986, 1990, 1994, 1998, 2002, 2006, 2010, 2014, 2018, 2022) |
| Jordan     | Nhì bảng B (Vòng 3)        | 5 tháng 6 năm 2025      | 0 (Lần đầu)                                                           |
| Úc         | Nhì bảng C (Vòng 3)        | 10 tháng 6 năm 2025     | 6 (19742, 20062, 2010, 2014, 2018, 2022)                              |
| CXĐ        | Nhất bảng A (Vòng 4)       | tháng 10 năm 2025       |                                                                       |
| CXĐ        | Nhất bảng B (Vòng 4)       | tháng 10 năm 2025       |                                                                       |

1 In nghiêng thể hiện chủ nhà năm đó.
2 Úc vượt qua vòng loại với tư cách là thành viên của OFC vào các năm 1974 và 2006 (vòng loại diễn ra cho đến năm 2005 và đội tuyển này rời OFC để gia nhập AFC vào năm 2006).

## Cầu thủ ghi bàn
Đang có 612 bàn thắng ghi được trong 217 trận đấu, trung bình 2.82 bàn thắng mỗi trận đấu (tính đến ngày 10 tháng 6 năm 2025). Các cầu thủ được thể hiện bằng chữ đậm vẫn đang thi đấu ở giải.
12 bàn
- Almoez Ali

10 bàn
- Son Heung-min
- Mehdi Taremi

9 bàn
- Ali Olwan

8 bàn
- Fábio Lima
- Sardar Azmoun
- Aymen Hussein
- Yazan Al-Naimat
- Ueda Ayase

7 bàn
- Musa Al-Taamari

6 bàn
- Harib Abdalla
- Joel Kojo
- Ogawa Koki
- Kusini Yengi

5 bàn
- Jong Il-gwan
- Lee Jae-sung
- Lee Kang-in
- Mohammad Mohebi
- Yousef Nasser
- Kamada Daichi
- Abdulrahman Al-Mushaifri
- Vũ Lỗi
- Eldor Shomurodov

4 bàn
- Ri Jo-guk
- Sultan Adil
- Hwang Hee-chan
- Oh Hyeon-gyu
- Ramadhan Sananta
- Mohammad Daham
- Kubo Takefusa
- Minamino Takumi
- Wessam Abou Ali
- Akram Afif
- Suphanat Mueanta
- Abbosbek Fayzullaev
- Oston Urunov
- Saleh Al-Shehri

Về những cầu thủ ghi nhiều bàn nhất ở mỗi vòng, xem mục tương ứng trong mỗi bài viết:
- Vòng 1
- Vòng 2
- Vòng 3